# Dan Simkovitch
« Dolly Prasne » redirige ici. Pour l’article homophone, voir Doliprane.
 (novembre 2018).
Danièle Simkovitch, dite Dan Simkovitch est une actrice, auteure et réalisatrice française née le 28 avril 1954 à Suresnes et morte le 20 mai 2020 à Paris.
Elle est connue du grand public pour son rôle de Mme Georgette Bellefeuille dans les séries télévisées produites par AB Productions, Les Filles d'à côté, Les Nouvelles Filles d'à côté et Les Mystères de l'amour.

## Biographie

### Origines
Danièle Anne Fanny Simkovitch est d'origine serbe. Le nom de famille Šimkovič est orthographié à la française depuis que sa famille est arrivée sur le territoire avant la Première Guerre mondiale.

### Carrière
La comédienne prend comme nom de scène Dan Simkovitch et commence sa carrière en jouant au café-théâtre.
En 1991, elle apparaît tout d'abord dans le téléfilm L'Enfant des loups sur FR3, puis au cinéma dans le film L'Opération Corned-Beef de Jean-Marie Poiré.
Le 26 février 1992, elle fait une apparition  à la fin d'une chronique d'Antoine de Caunes (alors dans le rôle de Ouin-Ouin) dans l'émission Nulle part ailleurs sur Canal +.
Elle obtient une certaine notoriété à partir de 1994 lorsqu'elle incarne Mme Georgette Bellefeuille dans la sitcom Les Filles d'à côté diffusée sur TF1 et produite par AB Productions. Elle arrive dans l'épisode 44 et poursuit jusqu'au dernier en janvier 1995. La même année, elle reprend son rôle dans la suite Les Nouvelles Filles d'à côté dès le premier épisode mais quitte la série après l'épisode 39.
Elle se tournera alors surtout vers le théâtre et se fera plus rare à la télévision et au cinéma. Elle apparaît notamment dans des sketches pour l'émission satirique Groland sur Canal +, dans le téléfilm Un prof en cuisine de Christiane Lehérissey en 2005, dans le western Big City de Djamel Bensalah en 2007.
Elle a écrit et réalisé un court-métrage intitulé Scène[Quand ?] dans lequel apparaît notamment sa fille Yaële.
Au printemps 2008, elle remonte sur scène avec un spectacle solo qu'elle a écrit, Dolly Prasne voit la vie en rose. Elle écrit également des nouvelles et des pièces de théâtre, dont certaines ont été lues sur France Inter. En 2014, elle joue son one-woman-show Comment je vais bien.
En 2010, elle joue la boulangère dans le film Un air de Vian de Marc Hollogne, pour qui elle avait tourné J'hallucine[Quand ?]. En 2013, elle participe à un épisode dans Y'a pas d'âge, un programme court de Jérôme Commandeur diffusé sur France 2.
Elle écrit en collaboration avec Chantal Péninon Mamies Boum et le joue en appartement[Quand ?].
En 2015, elle participe à l'émission culinaire Norbert, commis d'office animée par Norbert Tarayre (épisode 9 : Dan et sa tarte crue).
En 2017, elle reprend un rôle récurrent dans une série télévisée. Elle joue dans la série de TMC Les Mystères de l'amour dans laquelle elle interprète Rosa Sanchez (la mère d'Hugo) durant 3 saisons jusqu'en 2018.

### Mort
Elle meurt le 20 mai 2020, emportée par un cancer contre lequel elle s'est battue pendant 4 ans.

### Vie privée
Elle a une fille, Yaële Simkovitch.

## Filmographie

### Télévision

#### Téléfilms et séries
- 1991 : L'Enfant des loups : Urion, le frère de Vanda
- 1994-1995 : Les Filles d'à côté : Madame Bellefeuille (Georgette Bellefeuille) (dans 89 épisodes)
- 1995 : Les Nouvelles Filles d'à côté : Georgette Bellefeuille (dans 31 épisodes)
- 2005 : Un prof en cuisine : la poissonnière
- 2006 : P.J. : femme en conflit avec sa banque
- 2013 : Y'a pas d'âge (épisode Pour trouver un job à Georges) : la 2e secrétaire
- 2017 - 2018 : Les Mystères de l'amour (saisons 15, 16 et 18) : Rosa Sanchez, mère de Hugo

#### Émissions
- 1992 : Nulle part ailleurs sur Canal + : elle-même (apparition)
- Groland sur Canal + : sketches
- 1996 : Club Dorothée vacances : Wonder Woman
- 2015 : Norbert, commis d'office sur 6ter : elle-même (participante, un épisode)

### Cinéma
- 1991 : L'Opération Corned-Beef de Jean-Marie Poiré : l'aspirant Delphine Granger
- 2007 : Big City de Djamel Bensalah : madame Wilson
- 2010 : Un air de Vian de Marc Hollogne : la boulangère

### Réalisation
- Scène (court-métrage)

## Spectacles et théâtre
- 2008 : Dolly Prasne voit la vie en rose
- 2014 : Comment je vais bien